# 2018-as Dakar-rali
A 2018-as Dakar-rali volt a Dakar-rali történetének harminckilencedik megmérettetése, egyúttal a tizedik, melyet Dél-Amerikában tartottak. A verseny Peru fővárosában, Limában kezdődött és Bolívián keresztül végül Argentínában, Córdobában fejeződött be 2018. január 20-án, a tizennegyedik szakasz végén.
A versenyen Carlos Sainz diadalmaskodott, aki pályafutása 2. Dakar-győzelmét aratta. A motorosoknál Matthias Walkner, a quadosoknál Ignacio Casale, a kamionosoknál pedig Eduard Nyikolajev nyert.

## Útvonal[3]
| #   | Dátum      | Rajt                | Cél                 |
| --- | ---------- | ------------------- | ------------------- |
| 1.  | január 6.  | Lima                | Pisco               |
| 2.  | január 7.  | Pisco               | Pisco               |
| 3.  | január 8.  | Pisco               | San Juan de Marcona |
| 4.  | január 9.  | San Juan de Marcona | San Juan de Marcona |
| 5.  | január 10. | San Juan de Marcona | Arequipa            |
| 6.  | január 11. | Arequipa            | La Paz              |
| –   | január 12. | La Paz              | La Paz              |
| 7.  | január 13. | La Paz              | Uyuni               |
| 8.  | január 14. | Uyuni               | Tupiza              |
| 9.  | január 15. | Tupiza              | Salta               |
| 10. | január 16. | Salta               | Belén               |
| 11. | január 17. | Belén               | Fiambalá/Chilecito  |
| 12. | január 18. | Fiambalá/Chilecito  | San Juan            |
| 13. | január 19. | San Juan            | Córdoba             |
| 14. | január 20. | Córdoba             | Córdoba             |

## Magyar résztvevők
Az autósok közt újra indult a Szalay Balázs – Bunkoczi László páros egy Opel CrosslandX-szel, míg a motorosok mezőnyében az egy évvel korábbi Dakarhoz hasonlóan Dési János és Horváth Lajos képviselte Magyarországot.
Horváth Lajosnak a második szakaszon műszaki hiba miatt ki kellett állnia a versenyből.
Szalayék a negyedik szakaszon estek le egy dűnéről, majd miután célbaértek ki kellett cserélniük az önindítót, már harmadjára a verseny során. A következő szakaszon utolsóként indultak el, majd miután ismét lefulladtak még egy kamion tudott nekik segíteni, de mivel senki más nem jött utánuk, így úgy döntöttek, hogy aszfalton haladnak tovább a célig. Ám a versenybíróság nem engedte a csapatot elindulni a következő szakaszon, mivel túl sok ellenőrzőpontot hagytak ki az eddigi szakaszok során.
A magyar indulók közül Dési János jutott a legmesszebb a Dakaron, viszont a 10. szakaszon bukott és válltörés miatt feladta a versenyt.
Indult még két határon túli magyar versenyző is: az erdélyi Gyenes Emanuel és a délvidéki Saghmeister Gábor. Ők a motorosok mezőnyében a 23. és a 79. helyen végeztek.
| Versenyző                     | Rajtszám | Kategória | Motor | Helyezések szakaszonként | Helyezések szakaszonként | Helyezések szakaszonként | Helyezések szakaszonként | Helyezések szakaszonként | Helyezések szakaszonként | Helyezések szakaszonként | Helyezések szakaszonként | Helyezések szakaszonként | Helyezések szakaszonként | Helyezések szakaszonként | Helyezések szakaszonként | Helyezések szakaszonként | Helyezések szakaszonként | Idő | Helyezés |
| Versenyző                     | Rajtszám | Kategória | Motor | 1.                       | 2.                       | 3.                       | 4.                       | 5.                       | 6.                       | 7.                       | 8.                       | 9.                       | 10.                      | 11.                      | 12.                      | 13.                      | 14.                      | Idő | Helyezés |
| ----------------------------- | -------- | --------- | ----- | ------------------------ | ------------------------ | ------------------------ | ------------------------ | ------------------------ | ------------------------ | ------------------------ | ------------------------ | ------------------------ | ------------------------ | ------------------------ | ------------------------ | ------------------------ | ------------------------ | --- | -------- |
| Dési János                    | 69       | motorok   | KTM   | 113.                     | 88.                      | 99.                      | 79.                      | 74.                      | 67.                      | 56.                      | 64.                      | Ki                       |                          |                          |                          |                          |                          | –   | Kiesett  |
| Horváth Lajos                 | 139      | motorok   | KTM   | 135.                     | Ki                       |                          |                          |                          |                          |                          |                          |                          |                          |                          |                          |                          |                          | –   | Kiesett  |
| Szalay Balázs Bunkoczi László | 367      | autók     | Opel  | 33.                      | 42.                      | 63.                      | Ki                       |                          |                          |                          |                          |                          |                          |                          |                          |                          |                          | –   | Kiestek  |

## Eredmények

### 1. szakasz
A mindössze 31 kilométeres szakaszt a motorosoknál Sam Sunderland nyerte csupán 32 másodperccel van Beveren előtt. Az esélyesek közül csak Toby Price gyűjtött némi hátrányt. Az autósoknál Nászer el-Attija nyerte a szakaszt ten Brinke és a helyi kedvenc Nicolás Fuchs előtt. A legjobb Peugeot viszont csak a 11. helyen végzett Peterhansel személyében, csapattársa, Loeb pedig fékhiba miatt több, mint 5 percnyi hátrányt szedett össze.
|          | Motorok  | Motorok            | Motorok   | Motorok | Motorok |
| Helyezés | Rajtszám | Versenyző          | Gyártó    | Idő     |         |
| -------- | -------- | ------------------ | --------- | ------- | ------- |
| 1.       | 1        | Sam Sunderland     | KTM       | 20:55   |         |
| 2.       | 4        | Adrien van Beveren | Yamaha    | +0:33   |         |
| 3.       | 10       | Pablo Quintanilla  | Husqvarna | +0:56   |         |

|          | Quadok   | Quadok           | Quadok | Quadok | Quadok |
| Helyezés | Rajtszám | Versenyző        | Gyártó | Idő    |        |
| -------- | -------- | ---------------- | ------ | ------ | ------ |
| 1.       | 241      | Ignacio Casale   | Yamaha | 27:32  |        |
| 2.       | 240      | Szergej Karjakin | Yamaha | +1:00  |        |
| 3.       | 242      | Pablo Copetti    | Yamaha | +2:59  |        |

|          | Autók    | Autók                                 | Autók    | Autók | Autók |
| Helyezés | Rajtszám | Versenyző                             | Gyártó   | Idő   |       |
| -------- | -------- | ------------------------------------- | -------- | ----- | ----- |
| 1.       | 301      | Nászer el-Attija Matthieu Baumel      | Toyota   | 21:51 |       |
| 2.       | 309      | Bernhard Ten Brinke Michel Périn      | Toyota   | +0:25 |       |
| 3.       | 313      | Nicolás Fuchs Fernando Adrián Mussano | Borgward | +0:34 |       |

|          | SxS      | SxS                                           | SxS     | SxS   | SxS |
| Helyezés | Rajtszám | Versenyző                                     | Gyártó  | Idő   |     |
| -------- | -------- | --------------------------------------------- | ------- | ----- | --- |
| 1.       | 388      | Anibal Aliaga Juan Pedro Cilloniz             | Polaris | 31:27 |     |
| 2.       | 396      | José Luis Peña Campo Rafael Tornabell Córdoba | Polaris | +3:01 |     |
| 3.       | 387      | Claude Fournier Szymon Gospodarczyk           | Polaris | +3:23 |     |

|          | Kamionok | Kamionok                                               | Kamionok | Kamionok | Kamionok |
| Helyezés | Rajtszám | Versenyző                                              | Gyártó   | Idő      |          |
| -------- | -------- | ------------------------------------------------------ | -------- | -------- | -------- |
| 1.       | 504      | Aleš Loprais Lucás Janda Ferran Marco Alcayna          | Tatra    | 25:15    |          |
| 2.       | 506      | Martin van den Brink Wouter Rosegaar Daniel Kozlovsky  | Renault  | +0:22    |          |
| 3.       | 500      | Eduard Nyikolajev Jevgenyij Jakovlev Vlagyimir Ribakov | KAMAZ    | +0:29    |          |

### 2. szakasz
A motorosoknál Barreda Bort megszerezte 19. szakaszgyőzelmét a Dakaron és így az összetettben is átvette a vezetést. A második ismét van Beveren lett, megelőzve a legjobb KTM-es Matthias Walknert. Az autóknál a Peugeot magához tért, Cyril Despres megszerezte második dakaros szakaszgyőzelmét csapattársai, Peterhansel és Loeb előtt. A negyedik Peugeot-ós, Carlos Sainz defekt miatt maradt le, el-Attijának pedig a navigátora betegedett meg. Az előző szakaszbéli negyedik, Bryce Menzies nagyot bukott, mely során a navigátora eltörte a bokáját és fel kellett adniuk a versenyt.
|          | Motorok  | Motorok            | Motorok | Motorok | Motorok |
| Helyezés | Rajtszám | Versenyző          | Gyártó  | Idő     |         |
| -------- | -------- | ------------------ | ------- | ------- | ------- |
| 1.       | 5        | Joan Barreda Bort  | Honda   | 2:56:44 |         |
| 2.       | 4        | Adrien van Beveren | Yamaha  | +2:54   |         |
| 3.       | 2        | Matthias Walkner   | KTM     | +4:24   |         |

|          | Quadok   | Quadok           | Quadok | Quadok  | Quadok |
| Helyezés | Rajtszám | Versenyző        | Gyártó | Idő     |        |
| -------- | -------- | ---------------- | ------ | ------- | ------ |
| 1.       | 241      | Ignacio Casale   | Yamaha | 3:37:45 |        |
| 2.       | 240      | Szergej Karjakin | Yamaha | +0:43   |        |
| 3.       | 284      | Gastón González  | Yamaha | +3:54   |        |

|          | Autók    | Autók                                  | Autók   | Autók   | Autók |
| Helyezés | Rajtszám | Versenyző                              | Gyártó  | Idő     |       |
| -------- | -------- | -------------------------------------- | ------- | ------- | ----- |
| 1.       | 308      | Cyril Despres David Castera            | Peugeot | 2:56:51 |       |
| 2.       | 300      | Stéphane Peterhansel Jean-Paul Cottret | Peugeot | +0:48   |       |
| 3.       | 306      | Sébastien Loeb Daniel Elena            | Peugeot | +3:08   |       |

|          | SxS      | SxS                                        | SxS     | SxS     | SxS |
| Helyezés | Rajtszám | Versenyző                                  | Gyártó  | Idő     |     |
| -------- | -------- | ------------------------------------------ | ------- | ------- | --- |
| 1.       | 356      | Reinaldo Varela Gustavk Gugelmin           | Cam-Am  | 4:18:44 |     |
| 2.       | 359      | Juan Carlos Uribe Ramos Javier Uribe Godoy | Can-Am  | +8:59   |     |
| 3.       | 361      | Patrice Garrouste Steven Griener           | Polaris | +21:58  |     |

|          | Kamionok | Kamionok                                                          | Kamionok | Kamionok | Kamionok |
| Helyezés | Rajtszám | Versenyző                                                         | Gyártó   | Idő      |          |
| -------- | -------- | ----------------------------------------------------------------- | -------- | -------- | -------- |
| 1.       | 500      | Eduard Nyikolajev Jevgenyij Jakovlev Vlagyimir Ribakov            | KAMAZ    | 3:24:23  |          |
| 2.       | 501      | Federico Villagra Ricardo Adrian Torlaschi Adrian Arturo Yacopini | Iveco    | +3:25    |          |
| 3.       | 505      | Martin Kolomý Jíři Štross Rostislav Plný                          | Tatra    | +6:07    |          |

### 3. szakasz
A motorosoknál Sam Sunderland idei második szakaszgyőzelmét szerezte meg, amivel az összetettben is átvette a vezetést, köszönhetően annak, hogy az eddigi éllovas Joan Barreda Bort navigációs hiba miatt fél órát dobott el. Az autósoknál Nászer el-Attija szintén a második idei győzelmét aratta Peterhansel előtt. Csapattársa, Sébastien Loeb ismét időt vesztett, viszont Cyril Despres még tartotta összetettbeli második helyét. A nap egyik nagy vesztese Nani Roma volt, aki az utolsó kilométereken bukott, igaz még célba ért, de utána kórházba szállították, majd fej- és nyaksérülései miatt fel kellett adnia a versenyt.
|          | Motorok  | Motorok         | Motorok | Motorok | Motorok |
| Helyezés | Rajtszám | Versenyző       | Gyártó  | Idő     |         |
| -------- | -------- | --------------- | ------- | ------- | ------- |
| 1.       | 5        | Sam Sunderland  | KTM     | 3:20:43 |         |
| 2.       | 47       | Kevin Benavides | Honda   | +3:03   |         |
| 3.       | 8        | Toby Price      | KTM     | +3:28   |         |

|          | Quadok   | Quadok           | Quadok | Quadok  | Quadok |
| Helyezés | Rajtszám | Versenyző        | Gyártó | Idő     |        |
| -------- | -------- | ---------------- | ------ | ------- | ------ |
| 1.       | 241      | Ignacio Casale   | Yamaha | 3:58:08 |        |
| 2.       | 248      | Alexis Hernández | Yamaha | +10:55  |        |
| 3.       | 242      | Pablo Copetti    | Yamaha | +14:52  |        |

|          | Autók    | Autók                                  | Autók   | Autók   | Autók |
| Helyezés | Rajtszám | Versenyző                              | Gyártó  | Idő     |       |
| -------- | -------- | -------------------------------------- | ------- | ------- | ----- |
| 1.       | 301      | Nászer el-Attija Matthieu Baumel       | Toyota  | 3:09:08 |       |
| 2.       | 300      | Stéphane Peterhansel Jean-Paul Cottret | Peugeot | +4:05   |       |
| 3.       | 303      | Carlos Sainz Lucas Cruz                | Peugeot | +6:07   |       |

|          | SxS      | SxS                                        | SxS     | SxS     | SxS |
| Helyezés | Rajtszám | Versenyző                                  | Gyártó  | Idő     |     |
| -------- | -------- | ------------------------------------------ | ------- | ------- | --- |
| 1.       | 359      | Juan Carlos Uribe Ramos Javier Uribe Godoy | Can-Am  | 4:30:36 |     |
| 2.       | 361      | Patrice Garrouste Steven Griener           | Polaris | +17:13  |     |
| 3.       | 387      | Claude Fournier Szymon Gospodarczyk        | Polaris | +42:12  |     |

|          | Kamionok | Kamionok                                                          | Kamionok | Kamionok | Kamionok |
| Helyezés | Rajtszám | Versenyző                                                         | Gyártó   | Idő      |          |
| -------- | -------- | ----------------------------------------------------------------- | -------- | -------- | -------- |
| 1.       | 501      | Federico Villagra Ricardo Adrian Torlaschi Adrian Arturo Yacopini | Iveco    | 3:56:37  |          |
| 2.       | 500      | Eduard Nyikolajev Jevgenyij Jakovlev Vlagyimir Ribakov            | KAMAZ    | +0:35    |          |
| 3.       | 507      | Ajrat Margyejev Ajdar Beljaev Dmitrij Szvisztunov                 | KAMAZ    | +4:09    |          |

### 4. szakasz
A motorosok eddigi éllovasa, a tavalyi nyertes Sam Sunderland bukott, majd hátsérülése miatt kénytelen volt feladni a versenyt. Így a szakaszt megnyerő Adrien van Beveren vette át a vezetést az összetettben, míg a quadosoknál először nem Ignacio Casale nyerte a szakaszt, de előnye így is a fél órát közelítette. Az autósoknák Sébastien Loeb megszerezte első 2018-as győzelmét csapattársai, Sainz és Peterhansel előtt. Despres a negyedik Peugeot-val sok idő veszített egyik kitört hátsó felfüggesztése miatt, hozzá hasonlóan pedig el-Attija is veszteséges napot zárt, ő közel egy órás hátrányba került.
|          | Motorok  | Motorok             | Motorok | Motorok | Motorok |
| Helyezés | Rajtszám | Versenyző           | Gyártó  | Idő     |         |
| -------- | -------- | ------------------- | ------- | ------- | ------- |
| 1.       | 4        | Adrien van Beveren  | Yamaha  | 4:08:23 |         |
| 2.       | 23       | Xavier de Soultrait | Yamaha  | +5:01   |         |
| 3.       | 2        | Matthias Walkner    | KTM     | +7:10   |         |

|          | Quadok   | Quadok           | Quadok | Quadok  | Quadok |
| Helyezés | Rajtszám | Versenyző        | Gyártó | Idő     |        |
| -------- | -------- | ---------------- | ------ | ------- | ------ |
| 1.       | 241      | Szergej Karjakin | Yamaha | 4:56:34 |        |
| 2.       | 241      | Ignacio Casale   | Yamaha | +0:43   |        |
| 3.       | 248      | Alexis Hernández | Yamaha | +5:31   |        |

|          | Autók    | Autók                                  | Autók   | Autók   | Autók |
| Helyezés | Rajtszám | Versenyző                              | Gyártó  | Idő     |       |
| -------- | -------- | -------------------------------------- | ------- | ------- | ----- |
| 1.       | 306      | Sébastien Loeb Daniel Elena            | Peugeot | 3:57:53 |       |
| 2.       | 303      | Carlos Sainz Lucas Cruz                | Peugeot | +1:35   |       |
| 3.       | 300      | Stéphane Peterhansel Jean-Paul Cottret | Peugeot | +3:16   |       |

|          | SxS      | SxS                               | SxS     | SxS      | SxS |
| Helyezés | Rajtszám | Versenyző                         | Gyártó  | Idő      |     |
| -------- | -------- | --------------------------------- | ------- | -------- | --- |
| 1.       | 361      | Patrice Garrouste Steven Griener  | Polaris | 5:43:45  |     |
| 2.       | 356      | Reinaldo Varela Gustavo Gugelmin  | Cam-Am  | +25:33   |     |
| 3.       | 388      | Anibal Aliaga Juan Pedro Cilloniz | Polaris | +1:45:05 |     |

|          | Kamionok | Kamionok                                                          | Kamionok | Kamionok | Kamionok |
| Helyezés | Rajtszám | Versenyző                                                         | Gyártó   | Idő      |          |
| -------- | -------- | ----------------------------------------------------------------- | -------- | -------- | -------- |
| 1.       | 500      | Eduard Nyikolajev Jevgenyij Jakovlev Vlagyimir Ribakov            | KAMAZ    | 4:35:08  |          |
| 2.       | 501      | Federico Villagra Ricardo Adrian Torlaschi Adrian Arturo Yacopini | Iveco    | +27:57   |          |
| 3.       | 505      | Martin Kolomý Jíři Štross Rostislav Plný                          | Tatra    | +38:49   |          |

### 5. szakasz
A motorosoknál Joan Barreda Bort több, mint 10 perces előnyt motorozott ki a nap során a második helyezett Matthias Walknerrel szemben. Emellett lefaragott negyed órát az éllovas, van Beverenhez képest, akire Kevin Benavides is közeledett. A quadosoknál Ignacio Casale eddigi igazi kihívója, Karjakin bukott és csuklótörés miatt feladta a versenyt. Az autósoknál Peterhansel egy problémamentes napot zárt és nyerte meg a szakaszt. Ez nem volt elmondható csapattársáról, Loebről, aki kétszer is elakadt, viszont a második során navigátora, Daniel Elena megsérült, így kénytelenek voltak feladni a versenyt. Az összetettben így a 2 megmaradt Peugeot állt az élen ten Brinke és el-Attija előtt.
|          | Motorok  | Motorok           | Motorok | Motorok | Motorok |
| Helyezés | Rajtszám | Versenyző         | Gyártó  | Idő     |         |
| -------- | -------- | ----------------- | ------- | ------- | ------- |
| 1.       | 5        | Joan Barreda Bort | Honda   | 3:19:42 |         |
| 2.       | 2        | Matthias Walkner  | KTM     | +10:26  |         |
| 3.       | 47       | Kevin Benavides   | Honda   | +12:20  |         |

|          | Quadok   | Quadok              | Quadok | Quadok  | Quadok |
| Helyezés | Rajtszám | Versenyző           | Gyártó | Idő     |        |
| -------- | -------- | ------------------- | ------ | ------- | ------ |
| 1.       | 249      | Nicolás Cavigliasso | Yamaha | 4:12:47 |        |
| 2.       | 241      | Ignacio Casale      | Yamaha | +1:23   |        |
| 3.       | 248      | Alexis Hernández    | Yamaha | +6:35   |        |

|          | Autók    | Autók                                  | Autók   | Autók   | Autók |
| Helyezés | Rajtszám | Versenyző                              | Gyártó  | Idő     |       |
| -------- | -------- | -------------------------------------- | ------- | ------- | ----- |
| 1.       | 300      | Stéphane Peterhansel Jean-Paul Cottret | Peugeot | 2:51:19 |       |
| 2.       | 309      | Bernhard ten Brinke Michel Périn       | Toyota  | +4:52   |       |
| 3.       | 304      | Giniel de Villiers Dirk von Zitzewitz  | Toyota  | +12:47  |       |

|          | SxS      | SxS                                           | SxS     | SxS     | SxS |
| Helyezés | Rajtszám | Versenyző                                     | Gyártó  | Idő     |     |
| -------- | -------- | --------------------------------------------- | ------- | ------- | --- |
| 1.       | 356      | Reinaldo Varela Gustavo Gugelmin              | Cam-Am  | 3:42:42 |     |
| 2.       | 359      | Juan Carlos Uribe Ramos Javier Uribe Godoy    | Cam-Am  | +15:37  |     |
| 3.       | 396      | José Luis Peña Campo Rafael Tornabell Córdoba | Polaris | +37:55  |     |

|          | Kamionok | Kamionok                                               | Kamionok | Kamionok | Kamionok |
| Helyezés | Rajtszám | Versenyző                                              | Gyártó   | Idő      |          |
| -------- | -------- | ------------------------------------------------------ | -------- | -------- | -------- |
| 1.       | 500      | Eduard Nyikolajev Jevgenyij Jakovlev Vlagyimir Ribakov | KAMAZ    | 3:37:12  |          |
| 2.       | 502      | Dmitrij Szotynyikov Ruszlan Akmagyejev Ilnur Musztafin | KAMAZ    | +3:23    |          |
| 3.       | 507      | Ajrat Margyejev Ajdar Beljaev Dmitrij Szvisztunov      | KAMAZ    | +3:27    |          |

### 6. szakasz
A motorosok és a quadosok szakaszát a rossz időjárás miatt le kellett rövidíteni, így ők csak közel 200 kilométert tettek meg a nap során. A szakaszgyőzelmet a többszörös enduro-világbajnok francia, Antoine Méo szerezte meg az azonos idővel érkező Benavides és Price előtt. Az eddigi éllovas van Beveren több perces lemaradása miatt Benavides vette át előtte a vezetést az összetettben. Az autósok az eredetileg kiírt szakasz egészét teljesítették, melyet idén először Carlos Sainz tudott megnyerni. 4 percet faragott le az összetettben vezető csapattársával Peterhansellel szemben, de így is nagy előnnyel vezetett a francia. Mögöttük a két Toyota érkezett meg el-Attija–de Villiers sorrendben.
|          | Motorok  | Motorok         | Motorok | Motorok | Motorok |
| Helyezés | Rajtszám | Versenyző       | Gyártó  | Idő     |         |
| -------- | -------- | --------------- | ------- | ------- | ------- |
| 1.       | 19       | Antoine Méo     | KTM     | 1:54:10 |         |
| 2.       | 47       | Kevin Benavides | Honda   | +0:30   |         |
| 3.       | 8        | Toby Price      | KTM     | +0:30   |         |

|          | Quadok   | Quadok                          | Quadok | Quadok  | Quadok |
| Helyezés | Rajtszám | Versenyző                       | Gyártó | Idő     |        |
| -------- | -------- | ------------------------------- | ------ | ------- | ------ |
| 1.       | 246      | Jeremias González Ferioli       | Yamaha | 2:29:06 |        |
| 2.       | 242      | Pablo Copetti                   | Yamaha | +1:50   |        |
| 3.       | 251      | Nélson Augusto Sanabría Galeano | Yamaha | +2:18   |        |

|          | Autók    | Autók                                  | Autók   | Autók   | Autók |
| Helyezés | Rajtszám | Versenyző                              | Gyártó  | Idő     |       |
| -------- | -------- | -------------------------------------- | ------- | ------- | ----- |
| 1.       | 303      | Carlos Sainz Lucas Cruz                | Peugeot | 2:53:30 |       |
| 2.       | 300      | Stéphane Peterhansel Jean-Paul Cottret | Peugeot | +4:06   |       |
| 3.       | 301      | Nászer el-Attija Matthieu Baumel       | Toyota  | +5:05   |       |

|          | SxS      | SxS                                        | SxS     | SxS     | SxS |
| Helyezés | Rajtszám | Versenyző                                  | Gyártó  | Idő     |     |
| -------- | -------- | ------------------------------------------ | ------- | ------- | --- |
| 1.       | 361      | Patrice Garrouste Steven Griener           | Polaris | 3:44:18 |     |
| 2.       | 356      | Reinaldo Varela Gustavo Gugelmin           | Cam-Am  | +14:29  |     |
| 3.       | 359      | Juan Carlos Uribe Ramos Javier Uribe Godoy | Cam-Am  | +31:28  |     |

|          | Kamionok | Kamionok                                                          | Kamionok | Kamionok | Kamionok |
| Helyezés | Rajtszám | Versenyző                                                         | Gyártó   | Idő      |          |
| -------- | -------- | ----------------------------------------------------------------- | -------- | -------- | -------- |
| 1.       | 501      | Federico Villagra Ricardo Adrian Torlaschi Adrian Arturo Yacopini | Iveco    | 3:22:23  |          |
| 2.       | 505      | Martin Kolomý Jíři Štross Rostislav Plný                          | Tatra    | +2:46    |          |
| 3.       | 509      | Ton van Genugten Bernard der Kinderen Peter Willemsen             | Iveco    | +2:58    |          |

### 7. szakasz
A maraton etap első részét több mint öt óra motorozás után a spanyol Barreda Bort nyerte neg, aki így idei harmadik győzelmét szerezte. A második van Beveren lett, aki öt perccel előzte meg az eddig vezető Benavidest, így a francia visszavette a vezetést az összetettben, míg Barreda már öt percen belülre ért hozzájuk.
Az autósoknál az eddigi éllovas Peterhanselt is utolérte a balszerencse, miután egy motoros előzés közben eltalált egy követ és kitört az egyik felfüggesztése. A francia közel két órát vesztett a szereléssel és visszaesett az összetett harmadik helyére. Így az egyetlen épen maradt peugeot-os, Carlos Sainz vette át a vezetést, a második helyen pedig Nászer el-Attija állt egy órás hátrányban.
|          | Motorok  | Motorok            | Motorok | Motorok | Motorok |
| Helyezés | Rajtszám | Versenyző          | Gyártó  | Idő     |         |
| -------- | -------- | ------------------ | ------- | ------- | ------- |
| 1.       | 5        | Joan Barreda Bort  | Honda   | 5:11:10 |         |
| 2.       | 4        | Adrien van Beveren | Yamaha  | +2:51   |         |
| 3.       | 47       | Kevin Benavides    | Honda   | +8:02   |         |

|          | Quadok   | Quadok           | Quadok | Quadok  | Quadok |
| Helyezés | Rajtszám | Versenyző        | Gyártó | Idő     |        |
| -------- | -------- | ---------------- | ------ | ------- | ------ |
| 1.       | 245      | Axel Dutrie      | Yamaha | 6:59:04 |        |
| 2.       | 282      | Marcelo Medeiros | Yamaha | +4:50   |        |
| 3.       | 241      | Ignacio Casale   | Yamaha | +8:58   |        |

|          | Autók    | Autók                                  | Autók   | Autók   | Autók |
| Helyezés | Rajtszám | Versenyző                              | Gyártó  | Idő     |       |
| -------- | -------- | -------------------------------------- | ------- | ------- | ----- |
| 1.       | 303      | Carlos Sainz Lucas Cruz                | Peugeot | 4:49:26 |       |
| 2.       | 300      | Ginilel de Villiers Dirk von Zitzewitz | Toyota  | +12:05  |       |
| 3.       | 301      | Nászer el-Attija Matthieu Baumel       | Toyota  | +14:19  |       |

|          | SxS      | SxS                                        | SxS     | SxS     | SxS |
| Helyezés | Rajtszám | Versenyző                                  | Gyártó  | Idő     |     |
| -------- | -------- | ------------------------------------------ | ------- | ------- | --- |
| 1.       | 356      | Reinaldo Varela Gustavo Gugelmin           | Cam-Am  | 6:49:31 |     |
| 2.       | 361      | Patrice Garrouste Steven Griener           | Polaris | +31:32  |     |
| 3.       | 359      | Juan Carlos Uribe Ramos Javier Uribe Godoy | Cam-Am  | +55:29  |     |

|          | Kamionok | Kamionok                                                          | Kamionok | Kamionok | Kamionok |
| Helyezés | Rajtszám | Versenyző                                                         | Gyártó   | Idő      |          |
| -------- | -------- | ----------------------------------------------------------------- | -------- | -------- | -------- |
| 1.       | 509      | Ton van Genugten Bernard der Kinderen Peter Willemsen             | Iveco    | 4:10:40  |          |
| 2.       | 501      | Federico Villagra Ricardo Adrian Torlaschi Adrian Arturo Yacopini | Iveco    | +2:01    |          |
| 3.       | 500      | Eduard Nyikolajev Vlagyimir Ribakov Jevgenyij Jakovlev            | KAMAZ    | +4:54    |          |

### 8. szakasz
A maratoni etap második napjának közel 500 kilométeres szakaszán Méo megszerezte második szakaszgyőzelmét idén, de nagyot harcolt ezért a hondás Brabeckel, de az amerikai a második helyen fejezte be a napot Toby Price előtt. Van Beveren előnye az élen 22 másodpercre olvadt Benavidesszel szemben, de csapattársa, Xavier de Soultrait bukott és többszörös csonttörés miatt kiállt a versenyből. Az autósoknál Peterhansel az előző napi balesete után meg tudta nyerni az idei Dakar-rali leghosszabb szakaszát és így közeledett az összetett második helyén álló el-Attijára, de Sainz előnye az élen még mindig egy óra feletti volt.
|          | Motorok  | Motorok      | Motorok | Motorok | Motorok |
| Helyezés | Rajtszám | Versenyző    | Gyártó  | Idő     |         |
| -------- | -------- | ------------ | ------- | ------- | ------- |
| 1.       | 19       | Antoine Méo  | KTM     | 5:24:01 |         |
| 2.       | 20       | Ricky Brabec | Honda   | +1:08   |         |
| 3.       | 8        | Toby Price   | KTM     | +2:45   |         |

|          | Quadok   | Quadok           | Quadok | Quadok  | Quadok |
| Helyezés | Rajtszám | Versenyző        | Gyártó | Idő     |        |
| -------- | -------- | ---------------- | ------ | ------- | ------ |
| 1.       | 269      | Simon Vitse      | Yamaha | 6:52:32 |        |
| 2.       | 282      | Marcelo Medeiros | Yamaha | +3:27   |        |
| 3.       | 241      | Ignacio Casale   | Yamaha | +5:20   |        |

|          | Autók    | Autók                                  | Autók   | Autók   | Autók |
| Helyezés | Rajtszám | Versenyző                              | Gyártó  | Idő     |       |
| -------- | -------- | -------------------------------------- | ------- | ------- | ----- |
| 1.       | 300      | Stéphane Peterhansel Jean-Paul Cottret | Peugeot | 5:15:18 |       |
| 2.       | 308      | Cyril Despres David Castera            | Peugeot | +0:49   |       |
| 3.       | 301      | Nászer el-Attija Matthieu Baumel       | Toyota  | +2:12   |       |

|          | SxS      | SxS                                        | SxS    | SxS     | SxS |
| Helyezés | Rajtszám | Versenyző                                  | Gyártó | Idő     |     |
| -------- | -------- | ------------------------------------------ | ------ | ------- | --- |
| 1.       | 356      | Reinaldo Varela Gustavo Gugelmin           | Cam-Am | 7:30:18 |     |
| 2.       | 359      | Juan Carlos Uribe Ramos Javier Uribe Godoy | Cam-Am | +18:55  |     |
| 3.       | 362      | Leo Larrauri Fernando Imperatrice          | Cam-Am | +48:09  |     |

|          | Kamionok | Kamionok                                                          | Kamionok | Kamionok | Kamionok |
| Helyezés | Rajtszám | Versenyző                                                         | Gyártó   | Idő      |          |
| -------- | -------- | ----------------------------------------------------------------- | -------- | -------- | -------- |
| 1.       | 509      | Dmitrij Szotynyikov Ruszlan Akmagyejev Ilnur Musztafin            | KAMAZ    | 4:23:32  |          |
| 2.       | 501      | Federico Villagra Ricardo Adrian Torlaschi Adrian Arturo Yacopini | Iveco    | +5:11    |          |
| 3.       | 500      | Ajrat Margyejev Ajdar Beljaev Dmitrij Szvisztunov                 | KAMAZ    | +6:28    |          |

### 9. szakasz
A hétfőre kiírt 9. szakaszt már szombaton törölték a szervezők, miután a heves esőzések miatt romlottak a körülmények és versenyzőket elszállásoló tábor is megrongálódott.

### 10. szakasz
A kényszerpihenőnap utáni első szakasz sok versenyzőt megzavart, az élmezőnyből is többen eltévedtek. Így járt például Price, Barreda, Méo és Benavides is. Rosszabul járt azonban az eddigi éllovas, Adrien van Beveren, aki a cél előtt három kilométerrel bukott, mely során eltörte a kulcscsontját és mellkasi, valamit gerincsérüléseket is szerzett. A francia kiesésével így a szakaszgyőztes Matthias Walkner ugrott az összetett élére, több, mint fél órás előnnyel Barredával szemben. Az autósoknál a szakaszt Peterhansel nyerte meg de Villiers és Carlos Sainz előtt. Az összetett élen maradt Carlos Sainz, ám a versenybíróság 10 perces időbüntetéssel sújtotta a spanyol versenyzőt, mivel Kees Koolen quadversenyző elmondása szerint a peugeot-os ütközött vele és nem állt meg neki segíteni, ami ellentmond a Dakar-rali szabályzatának. Sainz szerint azonban nem ütközött a hollanddal, sikerült elkerülnie az ütközést.
|          | Motorok  | Motorok             | Motorok   | Motorok | Motorok |
| Helyezés | Rajtszám | Versenyző           | Gyártó    | Idő     |         |
| -------- | -------- | ------------------- | --------- | ------- | ------- |
| 1.       | 2        | Matthias Walkner    | KTM       | 4:52:26 |         |
| 2.       | 10       | Pablo Quintanilla   | Husqvarna | +11:35  |         |
| 3.       | 3        | Gerard Farres Guell | KTM       | +16:21  |         |

|          | Quadok   | Quadok                    | Quadok | Quadok  | Quadok |
| Helyezés | Rajtszám | Versenyző                 | Gyártó | Idő     |        |
| -------- | -------- | ------------------------- | ------ | ------- | ------ |
| 1.       | 249      | Nicolás Cavigliasso       | Yamaha | 6:35:26 |        |
| 2.       | 246      | Jeremias González Ferioli | Yamaha | +2:06   |        |
| 3.       | 241      | Ignacio Casale            | Yamaha | +6:23   |        |

|          | Autók    | Autók                                  | Autók   | Autók   | Autók |
| Helyezés | Rajtszám | Versenyző                              | Gyártó  | Idő     |       |
| -------- | -------- | -------------------------------------- | ------- | ------- | ----- |
| 1.       | 300      | Stéphane Peterhansel Jean-Paul Cottret | Peugeot | 4:43:46 |       |
| 2.       | 304      | Giniel de Villiers Dirk von Zitzewitz  | Toyota  | +8:46   |       |
| 3.       | 303      | Carlos Sainz Lucas Cruz                | Peugeot | +13:07  |       |

|          | SxS      | SxS                                           | SxS     | SxS      | SxS |
| Helyezés | Rajtszám | Versenyző                                     | Gyártó  | Idő      |     |
| -------- | -------- | --------------------------------------------- | ------- | -------- | --- |
| 1.       | 361      | Patrice Garrouste Steven Griener              | Polaris | 6:37:07  |     |
| 2.       | 359      | Juan Carlos Uribe Ramos Javier Uribe Godoy    | Cam-Am  | +1:09:30 |     |
| 3.       | 396      | José Luis Peña Campo Rafael Tornabell Córdoba | Polaris | +1:32:00 |     |

|          | Kamionok | Kamionok                                                          | Kamionok | Kamionok | Kamionok |
| Helyezés | Rajtszám | Versenyző                                                         | Gyártó   | Idő      |          |
| -------- | -------- | ----------------------------------------------------------------- | -------- | -------- | -------- |
| 1.       | 509      | Ton van Genugten Bernard der Kinderen Peter Willemsen             | Iveco    | 5:31:49  |          |
| 2.       | 501      | Federico Villagra Ricardo Adrian Torlaschi Adrian Arturo Yacopini | Iveco    | +0:33    |          |
| 3.       | 512      | Szjarhej Vjazovics Pavel Haranin Andrej Zsihulin                  | MAZ      | +11:09   |          |

### 11. szakasz
A motorosoknál idei első szakaszgyőzelmét szerezte a 2016-os győztes Toby Price, mögötte Benavides és Méo végeztek. Az összetettben még mindig őrizte első helyét Matthias Walkner, viszont az eddigi második Barreda feladta a versenyt kimerültség miatt, miután ismét eltévedt. Az autósoknál ten Brinke szerezte meg a szakaszgyőzelmet a 3 Peugeot előtt. Ennek ellenére Carlos Sainz továbbra is őrizte 50 perces előnyét az összetettben Peterhansel előtt, mögöttük pedig el-Attija állt, akihez győzelmével nagyon közel került ten Brinke.
|          | Motorok  | Motorok         | Motorok | Motorok | Motorok |
| Helyezés | Rajtszám | Versenyző       | Gyártó  | Idő     |         |
| -------- | -------- | --------------- | ------- | ------- | ------- |
| 1.       | 8        | Toby Price      | KTM     | 4:01:33 |         |
| 2.       | 47       | Kevin Benavides | Honda   | +1:38   |         |
| 3.       | 15       | Antoine Méo     | KTM     | +6:31   |         |

|          | Quadok   | Quadok              | Quadok | Quadok  | Quadok |
| Helyezés | Rajtszám | Versenyző           | Gyártó | Idő     |        |
| -------- | -------- | ------------------- | ------ | ------- | ------ |
| 1.       | 249      | Nicolás Cavigliasso | Yamaha | 5:20:45 |        |
| 2.       | 241      | Ignacio Casale      | Yamaha | +15:14  |        |
| 3.       | 266      | Dmitrij Silov       | Yamaha | +34:49  |        |

|          | Autók    | Autók                            | Autók   | Autók   | Autók |
| Helyezés | Rajtszám | Versenyző                        | Gyártó  | Idő     |       |
| -------- | -------- | -------------------------------- | ------- | ------- | ----- |
| 1.       | 309      | Bernhard ten Brinke Michel Périn | Toyota  | 4:10:54 |       |
| 2.       | 308      | Cyril Despres David Castera      | Peugeot | +4:35   |       |
| 3.       | 303      | Carlos Sainz Lucas Cruz          | Peugeot | +4:40   |       |

|          | SxS      | SxS                               | SxS     | SxS     | SxS |
| Helyezés | Rajtszám | Versenyző                         | Gyártó  | Idő     |     |
| -------- | -------- | --------------------------------- | ------- | ------- | --- |
| 1.       | 361      | Patrice Garrouste Steven Griener  | Polaris | 6:02:44 |     |
| 2.       | 356      | Reinaldo Varela Gustavo Gugelmin  | Cam-Am  | +3:39   |     |
| 3.       | 362      | Leo Larrauri Fernando Imperatrice | Cam-Am  | +11:10  |     |

|          | Kamionok | Kamionok                                                          | Kamionok | Kamionok | Kamionok |
| Helyezés | Rajtszám | Versenyző                                                         | Gyártó   | Idő      |          |
| -------- | -------- | ----------------------------------------------------------------- | -------- | -------- | -------- |
| 1.       | 512      | Szjarhej Vjazovics Pavel Haranin Andrej Zsihulin                  | MAZ      | 5:14:10  |          |
| 2.       | 501      | Federico Villagra Ricardo Adrian Torlaschi Adrian Arturo Yacopini | Iveco    | +1:24    |          |
| 3.       | 502      | Dmitrij Szotynyikov Ruszlan Akmagyejev Ilnur Musztafin            | KAMAZ    | +28:51   |          |

### 12. szakasz
A szervezők a rossz időjárási körülményeket figyelembe véve törölték a szakaszt a motorosok és a quadosok részére, de a többi kategóriának megtartották a maraton etapot. Emellett a szervezők eltörölték továbbá Carlos Sainz korábbi időbüntetését, miután a telemetriai adatokból nem lehetett megállapítani ütközést.
Az autósoknál ismét egy toyotás, ezúttal Nászer el-Attija nyerte meg a szakaszt Peterhansel előtt. Giniel de Villiers lett a harmadik, Orlando Terranova pedig a negyedik, így a Mini még mindig nem tudott beférkőzni a legjobb háromba 2018-ban. Az autósok összetettjében Sainz előnye hatalmas volt, ellenben a kamionosoknál csupán egyetlen másodperc választotta el Nyikolajevet és Villagrát.
|          | Autók    | Autók                                  | Autók   | Autók   | Autók |
| Helyezés | Rajtszám | Versenyző                              | Gyártó  | Idő     |       |
| -------- | -------- | -------------------------------------- | ------- | ------- | ----- |
| 1.       | 301      | Nászer el-Attija Matthieu Baumel       | Toyota  | 5:49:57 |       |
| 2.       | 300      | Stéphane Peterhansel Jean-Paul Cottret | Peugeot | +2:03   |       |
| 3.       | 304      | Giniel de Villiers Dirk von Zitzewitz  | Toyota  | +4:33   |       |

|          | SxS      | SxS                                           | SxS     | SxS     | SxS |
| Helyezés | Rajtszám | Versenyző                                     | Gyártó  | Idő     |     |
| -------- | -------- | --------------------------------------------- | ------- | ------- | --- |
| 1.       | 356      | Reinaldo Varela Gustavo Gugelmin              | Cam-Am  | 9:27:12 |     |
| 2.       | 387      | Claude Fournier Szymon Gospodarczyk           | Polaris | +11:42  |     |
| 3.       | 396      | José Luis Peña Campo Rafael Tornabell Córdoba | Polaris | +18:15  |     |

|          | Kamionok | Kamionok                                               | Kamionok | Kamionok | Kamionok |
| Helyezés | Rajtszám | Versenyző                                              | Gyártó   | Idő      |          |
| -------- | -------- | ------------------------------------------------------ | -------- | -------- | -------- |
| 1.       | 509      | Ton van Genugten Bernard der Kinderen Peter Willemsen  | Iveco    | 7:02:36  |          |
| 2.       | 505      | Martin Kolomý Jíři Štross Rostislav Plný               | Tatra    | +4:11    |          |
| 3.       | 500      | Eduard Nyikolajev Vlagyimir Ribakov Jevgenyij Jakovlev | KAMAZ    | +6:21    |          |

### 13. szakasz
A motorosoknál Toby Price megszerezte második idei szakaszgyőzelmét Benavides és Méo előtt, az összetett éllovas Walkner a biztonságra törekedve 10 perc lemaradással ért célba. Az utolsó előtti napon Ricky Brabec járt pórul, aki technikai hiba miatt félreállt, majd a motorja kigyulladt és fel kellett adnia a versenyt. Az autósoknál Walknerhez hasonlóan Sainz sem a szakaszgyőzelemre pályázott, amelyet el-Attija szerzett meg az argentin Álvarez és de Villiers előtt. Az eddigi második Peterhansel egy fával ütközött, mellyel sok időt veszített és visszacsúszott az összetett negyedik helyére, ten Brinkének pedig technikai hiba miatt kellett kiállnia. A kamionosoknál az eddigi 1 másodperces különbség 4 órára hízott, miután Federico Villagra feladni kényszerült a versenyt.
|          | Motorok  | Motorok         | Motorok | Motorok | Motorok |
| Helyezés | Rajtszám | Versenyző       | Gyártó  | Idő     |         |
| -------- | -------- | --------------- | ------- | ------- | ------- |
| 1.       | 8        | Toby Price      | KTM     | 4:48:33 |         |
| 2.       | 47       | Kevin Benavides | Honda   | +2:03   |         |
| 3.       | 19       | Antoine Méo     | KTM     | +2:44   |         |

|          | Quadok   | Quadok                          | Quadok | Quadok  | Quadok |
| Helyezés | Rajtszám | Versenyző                       | Gyártó | Idő     |        |
| -------- | -------- | ------------------------------- | ------ | ------- | ------ |
| 1.       | 246      | Jeremias González Ferioli       | Yamaha | 5:55:16 |        |
| 2.       | 251      | Nelson Augusto Sanabría Galeano | Yamaha | +3:18   |        |
| 3.       | 241      | Ignacio Casale                  | Yamaha | +4:03   |        |

|          | Autók    | Autók                                 | Autók  | Autók   | Autók |
| Helyezés | Rajtszám | Versenyző                             | Gyártó | Idő     |       |
| -------- | -------- | ------------------------------------- | ------ | ------- | ----- |
| 1.       | 301      | Nászer el-Attija Matthieu Baumel      | Toyota | 5:02:22 |       |
| 2.       | 318      | Lucio Álvarez Robert Howie            | Toyota | +11:16  |       |
| 3.       | 304      | Giniel de Villiers Dirk von Zitzewitz | Toyota | +13:06  |       |

|          | SxS      | SxS                                 | SxS     | SxS      | SxS |
| Helyezés | Rajtszám | Versenyző                           | Gyártó  | Idő      |     |
| -------- | -------- | ----------------------------------- | ------- | -------- | --- |
| 1.       | 361      | Patrice Garrouste Steven Griener    | Polaris | 6:29:40  |     |
| 2.       | 356      | Reinaldo Varela Gustavo Gugelmin    | Cam-Am  | +9:59    |     |
| 3.       | 387      | Claude Fournier Szymon Gospodarczyk | Polaris | +1:03:37 |     |

|          | Kamionok | Kamionok                                               | Kamionok | Kamionok | Kamionok |
| Helyezés | Rajtszám | Versenyző                                              | Gyártó   | Idő      |          |
| -------- | -------- | ------------------------------------------------------ | -------- | -------- | -------- |
| 1.       | 500      | Eduard Nyikolajev Jevgenyij Jakovlev Vlagyimir Ribakov | KAMAZ    | 5:59:02  |          |
| 2.       | 507      | Ajrat Margyejev Ajdar Beljaev Dmitrij Szvisztunov      | KAMAZ    | +0:50    |          |
| 3.       | 505      | Martin Kolomý Jíři Štross Rostislav Plný               | Tatra    | +6:06    |          |

### 14. szakasz
Az utolsó szakasz az összetetten már nem változtatott, a szakaszgyőzelmeket Benavides, de Villiers és Nyikolajev szerezték meg.
|          | Motorok  | Motorok         | Motorok | Motorok | Motorok |
| Helyezés | Rajtszám | Versenyző       | Gyártó  | Idő     |         |
| -------- | -------- | --------------- | ------- | ------- | ------- |
| 1.       | 47       | Kevin Benavides | Honda   | 1:26:41 |         |
| 2.       | 8        | Toby Price      | KTM     | +0:54   |         |
| 3.       | 19       | Antoine Méo     | KTM     | +2:49   |         |

|          | Quadok   | Quadok              | Quadok | Quadok  | Quadok |
| Helyezés | Rajtszám | Versenyző           | Gyártó | Idő     |        |
| -------- | -------- | ------------------- | ------ | ------- | ------ |
| 1.       | 241      | Ignacio Casale      | Yamaha | 1:43:25 |        |
| 2.       | 249      | Nicolás Cavigliasso | Yamaha | +1:36   |        |
| 3.       | 245      | Axel Dutrie         | Yamaha | +1:43   |        |

|          | Autók    | Autók                                  | Autók   | Autók   | Autók |
| Helyezés | Rajtszám | Versenyző                              | Gyártó  | Idő     |       |
| -------- | -------- | -------------------------------------- | ------- | ------- | ----- |
| 1.       | 304      | Giniel de Villiers Dirk von Zitzewitz  | Toyota  | 1:26:29 |       |
| 2.       | 300      | Stéphane Peterhansel Jean-Paul Cottret | Peugeot | +0:40   |       |
| 3.       | 301      | Nászer el-Attija Matthieu Baumel       | Toyota  | +0:41   |       |

|          | SxS      | SxS                               | SxS     | SxS     | SxS |
| Helyezés | Rajtszám | Versenyző                         | Gyártó  | Idő     |     |
| -------- | -------- | --------------------------------- | ------- | ------- | --- |
| 1.       | 362      | Leo Larrauri Fernando Imperatrice | Can-Am  | 1:45:55 |     |
| 2.       | 356      | Reinaldo Varela Gustavo Gugelmin  | Cam-Am  | +8:04   |     |
| 3.       | 361      | Patrice Garrouste Steven Griener  | Polaris | +12:13  |     |

|          | Kamionok | Kamionok                                               | Kamionok | Kamionok | Kamionok |
| Helyezés | Rajtszám | Versenyző                                              | Gyártó   | Idő      |          |
| -------- | -------- | ------------------------------------------------------ | -------- | -------- | -------- |
| 1.       | 509      | Ton van Genugten Bernard der Kinderen Peter Willemsen  | KAMAZ    | 1:39:47  |          |
| 2.       | 510      | Martin Macík František Tomášek Michal Mrkva            | LIAZ     | +0:11    |          |
| 3.       | 502      | Dmitrij Szotynyikov Ruszlan Akmagyejev Ilnur Musztafin | KAMAZ    | +3:35    |          |

## Végeredmény

### Motorosok
| Helyezés | Rajtszám | Versenyző                    | Gyártó    | Idő      |
| -------- | -------- | ---------------------------- | --------- | -------- |
| 1.       | 2        | Matthias Walkner             | KTM       | 43:06:01 |
| 2.       | 47       | Kevin Benavides              | Honda     | +16:53   |
| 3.       | 8        | Toby Price                   | KTM       | +23:01   |
| 4.       | 19       | Antoine Méo                  | KTM       | +47:28   |
| 5.       | 3        | Gerard Farrés Güell          | KTM       | +1:01:04 |
| 6.       | 40       | Johnny Aubert                | GasGas    | +1:53:53 |
| 7.       | 61       | Oriol Mena                   | Hero      | +2:22:52 |
| 8.       | 10       | Pablo Quintanilla            | Husqvarna | +2:24:05 |
| 9.       | 29       | Daniel Oliveras Carreras     | KTM       | +2:37:20 |
| 10.      | 68       | José Ignacio Cornejo Florimo | Honda     | +2:42:36 |

### Quadosok
| Helyezés | Rajtszám | Versenyző                       | Gyártó       | Idő      |
| -------- | -------- | ------------------------------- | ------------ | -------- |
| 1.       | 241      | Ignacio Casale                  | Yamaha       | 53:47:04 |
| 2.       | 249      | Nicolás Cavigliasso             | Yamaha       | +1:38:52 |
| 3.       | 246      | Jeremias González Ferioli       | Yamaha       | +2:08:14 |
| 4.       | 282      | Marcelo Medeiros                | Yamaha       | +4:30:00 |
| 5.       | 248      | Alexis Hernández                | Yamaha       | +4:38:53 |
| 6.       | 266      | Dmitrij Silov                   | Yamaha       | +6:44:57 |
| 7.       | 251      | Nelson Augusto Sanabría Galeano | Yamaha       | +8:02:56 |
| 8.       | 254      | Kees Koolen                     | Barren Racer | +8:24:58 |
| 9.       | 245      | Axel Dutrie                     | Yamaha       | +8:30:22 |
| 10.      | 280      | Giuliano Horacio Giordana       | Yamaha       | +9:18:25 |

### Autósok
| Helyezés | Rajtszám | Versenyzők                             | Gyártó  | Idő      |
| -------- | -------- | -------------------------------------- | ------- | -------- |
| 1.       | 303      | Carlos Sainz Lucas Cruz                | Peugeot | 49:16:18 |
| 2.       | 301      | Nászer el-Attija Matthieu Baumel       | Toyota  | +43:40   |
| 3.       | 304      | Giniel de Villiers Dirk von Zitzewitz  | Toyota  | +1:16:41 |
| 4.       | 300      | Stéphane Peterhansel Jean-Paul Cottret | Peugeot | +1:25:29 |
| 5.       | 312      | Jakub Przygonski Tom Colsoul           | Mini    | +2:45:24 |
| 6.       | 319      | Hálid al-Kászimi Xavier Panseri        | Toyota  | +4:20:58 |
| 7.       | 311      | Martin Prokop Jan Tománek              | Ford    | +7:20:49 |
| 8.       | 334      | Peter van Merksteijn Maciej Marton     | Peugeot | +7:41:28 |
| 9.       | 331      | Sebastián Halpern Edu Pulenta          | Toyota  | +9:08:10 |
| 10.      | 318      | Lucio Álvarez Robert Howie             | Toyota  | +9:18:46 |

### SxS-esek
| Helyezés | Rajtszám | Versenyzők                                    | Gyártó  | Idő        |
| -------- | -------- | --------------------------------------------- | ------- | ---------- |
| 1.       | 356      | Reinaldo Varela Gustavo Gugelmin              | Can-Am  | 72:44:06   |
| 2.       | 361      | Patrice Garrouste Steve Griener               | Polaris | +57:37     |
| 3.       | 387      | Claude Fournier Szymon Gospodarczyk           | Polaris | +10:09:25  |
| 4.       | 396      | José Luis Peña Campo Rafael Tornabell Córdoba | Polaris | +10:13:20  |
| 5.       | 351      | Camelia Liparoti Angelo Montico               | Yamaha  | +27:54:15  |
| 6.       | 361      | Leo Larrauri Fernando Imperatrice             | Can-Am  | +132:20:12 |

### Kamionosok
| Helyezés | Rajtszám | Versenyzők                                             | Gyártó  | Idő       |
| -------- | -------- | ------------------------------------------------------ | ------- | --------- |
| 1.       | 500      | Eduard Nyikolajev Jevgenyij Jakovlev Vlagyimir Ribakov | KAMAZ   | 54:57:37  |
| 2.       | 512      | Szjarhej Vjazovics Pavel Haranin Andrej Zsihulin       | MAZ     | +3:57:17  |
| 3.       | 507      | Ajrat Margyejev Ajdar Beljaev Dmitrij Szvisztunov      | KAMAZ   | +5:22:34  |
| 4.       | 508      | Artur Ardavicsusz Serge Bruynkens Michel Huisman       | Iveco   | +6:38:22  |
| 5.       | 510      | Martin Macík František Tomášek Michal Mrkva            | LIAZ    | +7:58:45  |
| 6.       | 511      | Szugarava Teruhito Takahasi Micugu                     | Hino    | +8:10:16  |
| 7.       | 517      | Gert Huzink Rob Buursen Martin Roesink                 | Renault | +9:19:23  |
| 8.       | 509      | Ton vna Genugten Bernard der Kinderen Peter Willemsen  | Iveco   | +9:24:54  |
| 9.       | 516      | Maurik van den Heuvel Wilko van Oort Martijn van Rooij | Scania  | +9:55:05  |
| 10.      | 502      | Dmitrij Szotynyikov Ruszlan Akmagyejev Ilnur Musztafin | KAMAZ   | +10:03:47 |